# Tropo (retórica)

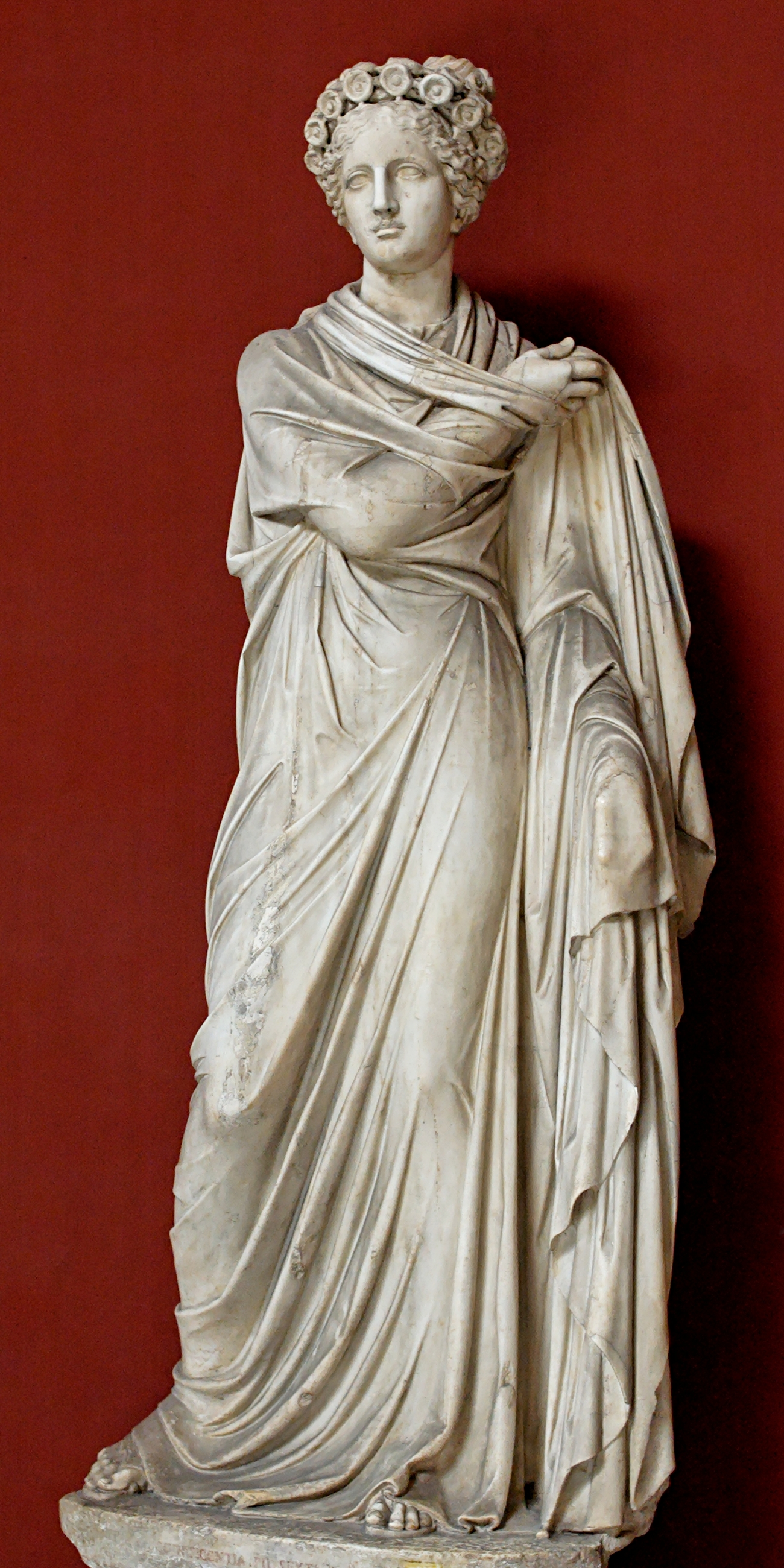
Polimnia, musa de la retórica y del canto sagrado.

Un tropo es la sustitución de una expresión por otra cuyo sentido es figurado. Se trata de un término propio de la retórica  (proviene del griego τρόπος, trópos, que significaba «dirección»). En este sentido, el tropo es el cambio de dirección de una expresión que se desvía de su contenido original para adoptar otro contenido. En latín, el término se adaptó como tropus.
El uso de los tropos es un constituyente principal del ornatus retórico, una de las cualidades de la elocutio.
El número y la identidad de los tropos ha variado a lo largo de la historia de la retórica; entre los contemplados más habitualmente están la metáfora, la alegoría, la hipérbole, la metonimia, la sinécdoque, la antonomasia, el énfasis, la ironía, etc. 
La retórica clásica constaba de un tratado llamado De tropis donde se estudiaba el uso de las palabras en un sentido distinto del habitual. Los tropos ocupan un lugar importante en el lenguaje literario, especialmente en la poesía lírica, aunque no exclusivamente: pueden encontrarse también en el lenguaje coloquial.

## Teoría tropológica
Pionero de un uso filosófico de los tropos para usarlos como figuraciones de teorías sociales y para la comprensión de los textos históricos fue Giambattista Vico (siglo XVIII). Siguiendo su estela, el filósofo de la historia Hayden White en su libro Metahistoria advirtió (para algunos forzó) la conexión de tropos y teorías histórico-sociológicas, así la Metonimia sería la clave del método de Marx, la Sinécdoque para Hegel, la Metáfora para Nietzsche y la Ironía para Benedetto Croce. 
Frye en su "Anatomía de la crítica literaria" expone cuatro tipos de tropos narrativos, pero esta vez psicologizados, son el "agon" o conflicto, "pathos", el sufrimiento, la "anagnorisis" o descubrimiento de la propia identidad y el "sparagmos", o gran destrucción. 
La teoría tropológica, aunque sin este nombre, ha sido usada durante siglos. Afirma una lógica detrás de los sucesos históricos más allá de la aleatoriedad o de su planificación, así como las consecuencias autónomas del texto más allá de las intenciones de su autor o autores, sean éstos cineastas, historiadores, planificadores sociales, creadores de sistemas filosóficos o creadores audiovisuales. Por ejemplo la dicotomía héroe-villano, que se utiliza tanto por los narradores historicistas, como por los fílmicos, si bien en aquellos resulta mucho menos evidente y requiere de formación para ser detectada. 
La tropocognición puede unirse con la metacognición de una manera hibridada para todo tipo de análisis, desde luego en alternativa a las escuelas racionalistas y empiristas en ciencias humanísticas.

## Uso en el cine
El tropo es definido en el libro The Art Direction Handbook for Film como "una imagen universalmente identificada infundida con varias capas de significado contextual que crean una nueva metáfora visual". El tropo es un elemento de estudio dentro de la semiótica en el cine y hace referencia a los recursos y convenciones narrativas que permiten al autor comunicar una situación que puede ser reconocida fácilmente por el espectador. George Bluestone escribió en su libro Novels Into Film que, al producir adaptaciones, los tropos en el cine están "enormemente limitados" a comparación con los tropos en la literatura: "[Un tropo literario] es un tipo... de pensamiento simbólico empacado que es más bien específico a la actividad imaginativa que a la actividad visual... [y que] al ser convertida en una imagen literal, la metáfora se vería absurda." Un tropo puede ser cualquier truco narrativo, lugar, estructura, personaje o locución lingüística que pueden o no ser disruptivas para la historia (esta última es referida comúnmente con el término cliché).